# Grote fregatvogel

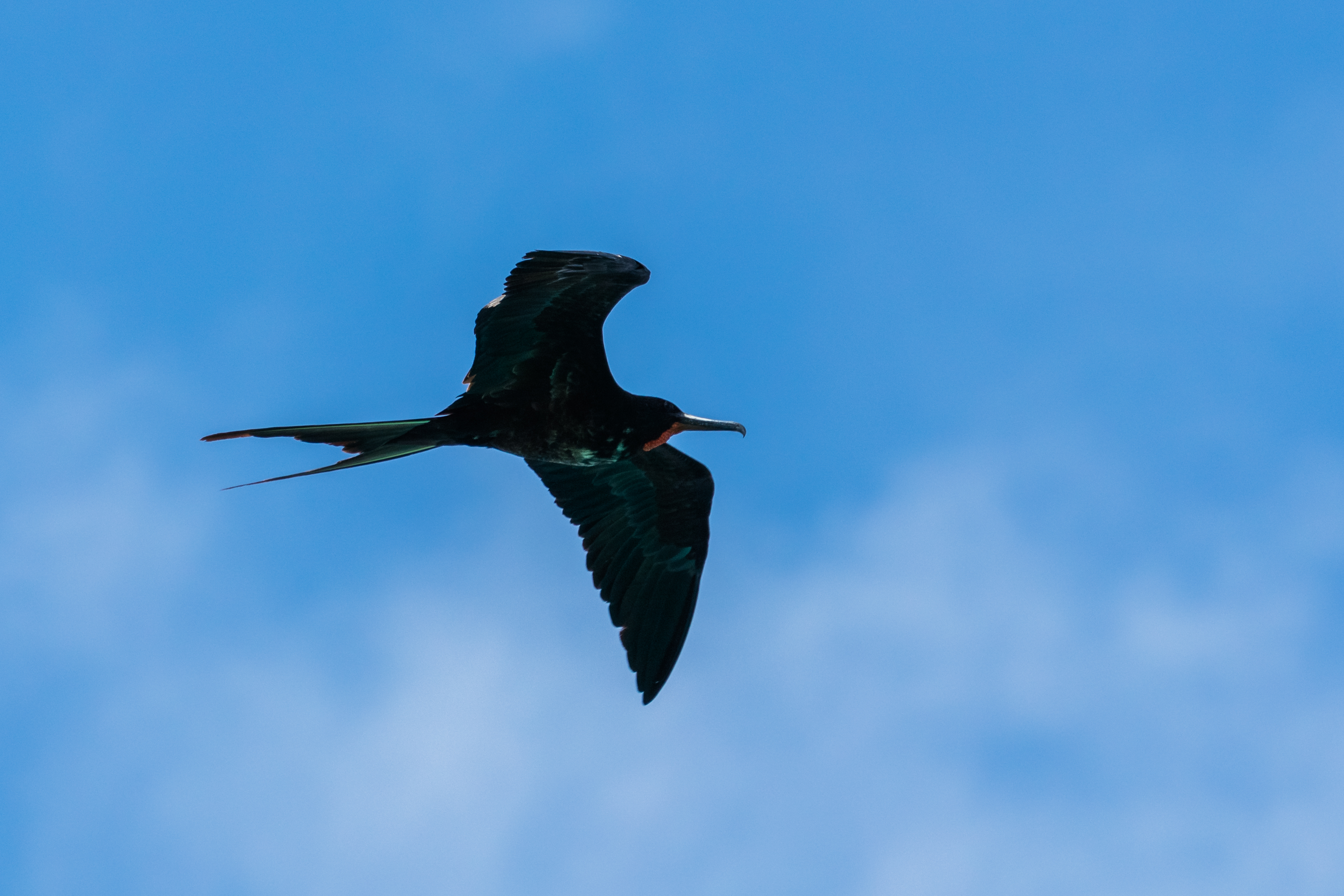
In de vlucht

De grote fregatvogel (Fregata minor) is een zeevogel uit de familie van de fregatvogels (Fregatidae). De vogel broedt op afgelegen eilanden in de subtropische en tropische delen van de oceanen.

## Kenmerken
De grote fregatvogel is een van de grootste soorten uit het geslacht met een lengte van 85 tot 105 cm, een gewicht van 1 tot 1,5 kg en een spanwijdte van 229 cm. Ze hebben een lange haaksnavel en een lange, diepgevorkte staart. Het verenkleed is bij beide geslachten verschillend. Het volwassen mannetje heeft (net als bij de andere fregatvogels) een donkere rug met een groenachtige glans. Het mannetje blaast bij de balts zijn keelzak op als een rode ballon. Kenmerkend voor deze soort is een bruine band band dwars over de middelste vleugeldekveren. Het vrouwtje is herkenbaar aan de witte borst, waarbij het wit doorloopt tot op de keel, tot aan de snavel.
Grote fregatvogels kunnen frequent veertig jaar oud worden.

## Leefwijze
De grote fregatvogel eet vis en inktvis die hij zelf vangt, maar steelt ook prooien van andere vogels. Dit kleptoparasitisme komt echter niet zo vaak voor als bij de andere soorten fregatvogels. Het verenkleed is niet waterafstotend, dus houden ze bij het oppikken van prooi uit het water de vleugels omhoog en landen ze niet op het water. Door hun relatief licht gewicht en brede vleugels kunnen de vogels optimaal gebruik maken van de thermiek om lange afstanden af te leggen.

### Voortplanting
De grote fregatvogel is monogaam tijdens de broedtijd. Het koppel bouwt een nestplatform in een lage boom. Het vrouwtje legt een ei in het nest dat gedurende 55 dagen wordt uitgebroed. De ouders broeden om beurten gedurende enkele dagen. De eerste drie maanden voeden beide ouders het kuiken; de volgende maanden wordt het kuiken enkel nog gevoegd door de moeder. Ook nadat het jonge dier kan vliegen blijft het nog verschillende maanden bij de moeder, afhankelijk van het beschikbare voedsel. Vrouwtjes zijn na acht jaar geslachtsrijp; bij mannetjes kan dit meer dan tien jaar duren.

## Naamgeving
De wetenschappelijke naam doet vermoeden dat deze fregatvogel klein (minor) is, terwijl de Nederlandse (en Engelse) naam het tegendeel suggereert. De wetenschappelijke naam die aan deze vogel door Johann Friedrich Gmelin werd gegeven was Pelecanus minor, omdat hij vond dat dit een klein soort pelikaan was. Volgens de regels van de zoölogische nomenclatuur bleef het achtervoegsel behouden toen andere onderzoekers de vogel in een eigen geslacht Fregata plaatste, ondanks het feit dat deze vogel tot de grootste soorten van dit geslacht behoorde.

## Verspreiding en leefgebied
De belangrijkste broedpopulaties bevinden zich in de Grote en Indische Oceaan, een kleiner deel broedt in de Atlantische Oceaan. De kolonies van de grote fregatvogel bevinden zich op tropische kusten en eilanden, vaak in mangroven, van onder andere Hawaï, de Galapagoseilanden en Mauritius.
De soort telt vijf ondersoorten:
- F. m. nicolli: de zuidelijke Atlantische Oceaan.
- F. m. aldabrensis: de westelijke Indische Oceaan.
- F. m. minor: van de centrale en oostelijke Indische Oceaan tot de Zuid-Chinese Zee.
- F. m. palmerstoni: de westelijke en centrale Grote Oceaan.
- F. m. ridgwayi: de oostelijke Grote Oceaan.

## Status

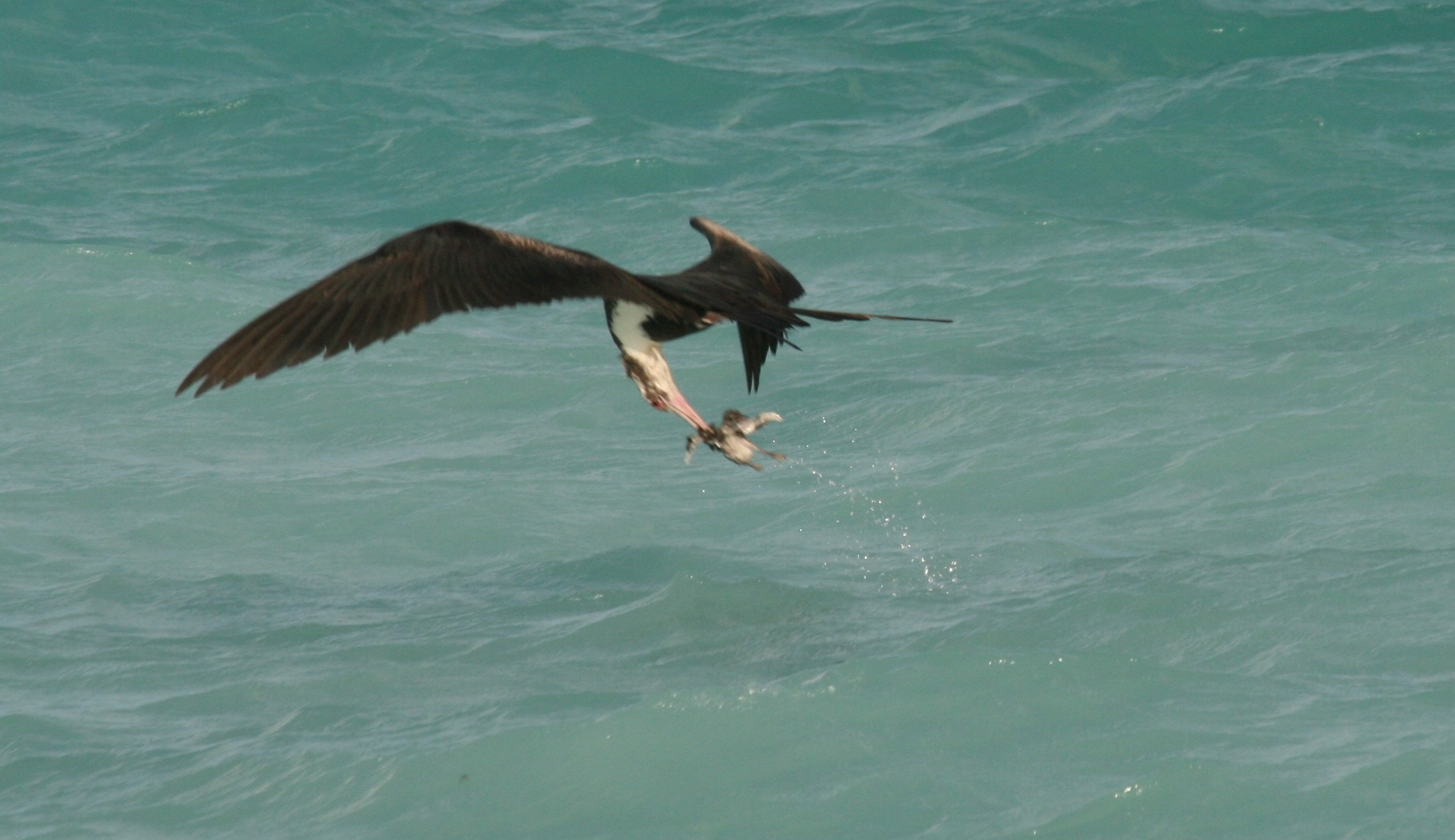
Een onvolwassen grote fregatvogel pikt een jonge bonte stern op van het wateroppervlak.

De grote fregatvogel heeft een enorm groot verspreidingsgebied en daardoor alleen al is de kans op uitsterven uiterst gering. De grootte van de populatie is in 2002 geschat op 120 duizend volwassen vogels en dit aantal gaat achteruit. Ratten en andere invasieve roofvogels vormen een bedreiging voor de broedkolonies. Zo is de broedkolonie van Sint-Helena helemaal verdwenen. Echter, het tempo van de achteruitgang ligt onder de 30% in tien jaar (minder dan 3,5% per jaar). Om deze redenen staat deze fregatvogel als niet bedreigd op de Rode Lijst van de IUCN.